# Černovická univerzita
Černovická národní univerzita Jurije Feďkovyče (ukrajinsky Чернівецький національний університет імені Юрія Федьковича [Černivec’kyj nacional’nyj universytet imeni Jurija Feďkovyča]) je veřejná univerzita ve městě Černovice v Bukovině na západní Ukrajině, založená roku 1875, kdy ještě Bukovina patřila k Rakousku-Uhersku. Univerzita od roku 1956 sídlí v komplexu, který v letech 1864–1882 postavil český stavitel Josef Hlávka. Původně sloužil jako rezidence bukovinských metropolitů a od roku 2011 je zapsán na seznamu Světového dědictví UNESCO.

## Fakulty a ústavy
Univerzita má 15 fakult a řadu výzkumných institucí: botanickou zahradu (založena 1877), biologickou výzkumnou základnu (v Žučci), laboratoř fyziky polovodičů a termodynamiky, experimentálního rybolovu, seismické a meteorologické stanice a čtyři muzea (zoologické, botanické, geologické a dějin univerzity).

## Knihovna
Vědecká knihovna univerzity má 11 oddělení: získávání, zpracování odborné literatury, paměťových médií, skladování, zahraničních vydání, vzácných a cenných knih, předplatného, čítáren, kulturní a vzdělávací činnosti, informačních technologií a informační, bibliografické oddělení.
Zajímavá je historie knihovny: byla založena v roce 1852 jako zemská knihovna a první veřejná knihovna v Bukovině, od roku 1875 (rok založení univerzity Černovice) slouží jako univerzitní knihovna. Obecný fond knihovny měl v roce 2005 asi 2,6 milionu dokumentů, z toho asi 1 125 tisíc výtisků vědecké literatury, 171 000 učebnic, 648 000 časopisů a 96 000 výtisků beletrie. Fond zahraničních knih má 376 000 položek v němčině, rumunštině, angličtině, latině, polštině, řečtině, francouzštině, hebrejštině, jidiš a v dalších jazycích. Sbírka vzácných a cenných vydání má zhruba 70 tisíc výtisků prvotisků a starých tisků, domácích i zahraničních, dále osobní archivy významných profesorů. Nejvzácnější knihou je latinský rukopis na pergamenu ze 13. století. Tento fond uchovává také knihy Marie-Louisy, manželky Napoleona I., císaře Františka Josefa I. i významných profesorů.

## Na počátku 21. století
Rektorem CNU byl od roku 2005 profesor Stepan V. Melnyčuk, doktor věd, člen Mezinárodní termoelektrické akademie. CNU publikuje Vědecké poznámky (v letech 1945–1967 vyšlo 58 sv.), vydala 84 monografií a 65 jiných knih.
29. června 2011 na 35. zasedání Výboru pro světové dědictví byly centrální budovy – bývalé sídlo metropolitů Bukoviny a Dalmácie – zařazeny na seznam světového kulturního dědictví.
V roce 2013 místní podnikatel Dmitrij Firtaš a charitativní Nadace Dmytra a Lady Firtaš věnovali rektorovi univerzity Štěpánu Melnyčukovi šek na 8 milionů hriven na rekonstrukci budov.[zdroj?]